# Apă gazificată

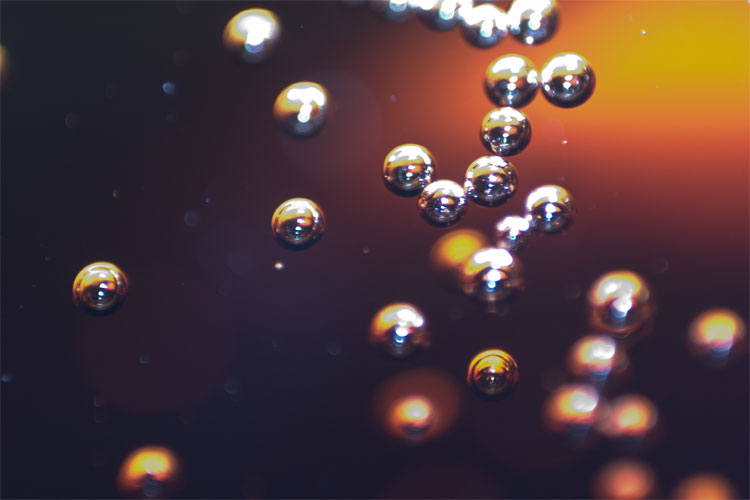

Apa gazificată este apa în care este dizolvat dioxid de carbon și care, spre deosebire de apa numită apă minerală, nu se obține din natură ci este fabricată de om. Procesul dizolvării dioxidului de carbon în apă este numit carbonatare. El rezultă în formarea de acid carbonic. 